# Neil Campbell (Offizier)

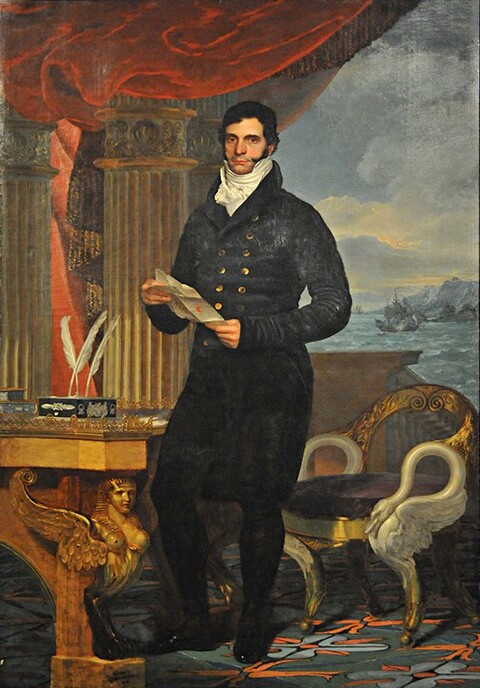
Porträt von Sir Neil Campbell aus dem Jahre 1818

Sir Neil Campbell CB (* 1. Mai 1776; † 14. August 1827) war ein Offizier der britischen Armee, der in den napoleonischen Kriegen kämpfte, mehrere britische Kolonien verwaltete und Napoleon Bonaparte ins Exil eskortierte.

## Werdegang
Er entstammte einer Nebenlinie der schottischen Familie Campbell. Sein Vater Neil Campbell (1736–1791) und seine beiden Brüder, James Campbell (1773–1799) und Patrick Campbell (1779–1857), waren ebenfalls Offiziere der britischen Armee.
Im September 1797 kaufte Campbell sein erstes Offizierspatent und trat im Rang eines Ensign des 44th Regiment of Foot in die britische Armee ein. Im Januar 1799 wurde er als Ensign zum 6th East India Regiment versetzt. Er war zu dieser Zeit auf den Turks- und Caicosinseln stationiert. Später kaufte Campbell dann den Rang eines Lieutenant des 57th Regiment of Foot, das damals auf Trinidad stationiert war. Im Oktober 1800 wechselte er als Lieutenant zum 60th Regiment of Foot und kehrte hierzu nach England zurück. Vom Februar 1802 bis zum September 1803 durchlief er eine Ausbildung an der Royal Military Academy in Great Marlow, Buckinghamshire.
1805 kaufte sich Campbell eine Beförderung zum Major des 54th Regiment of Foot und war mit diesem zwei Jahre auf Jamaika stationiert. Während des Dritten Koalitionskriegs beteiligte sich an den Gefechten um Martinique, die Îles des Saintes und Guadeloupe.

### Krieg in Europa
Campbell kehrte 1810 nach England zurück. Im folgenden Jahr als Oberst des 16. Infanterieregiments der portugiesischen Armee abkommandiert, mit dem er im Rahmen der Napoleonische Kriege auf der Iberischen Halbinsel an der Eroberung von Ciudad Rodrigo und der Schlacht bei Salamanca teilnahm. 1813 wurde er als britischer Militärattaché nach Russland geschickt. Im Rahmen der Befreiungskriege war er an der russischen Invasion von Frankreich beteiligt. Er war dabei aktiv in Gefechte verwickelt, in welchen er im März 1814 schwer verwundet wurde. In der Schlacht bei Fère-Champenoise verwechselte ein russischer Kosake ihn mit einem Franzosen und verwundete ihn durch einen Lanzenstoß in den Rücken schwer. Nach seiner Rückkehr nach England kaufte er sich im Juni 1814 die Beförderung zum Lieutenant-Colonel des 54th Regiment of Foot.
In Anerkennung seiner Verdienste wurde er am 7. Oktober 1814 vom Prinzregenten George als Knight Bachelor („Sir“) geadelt. Im Juni 1814 hatte Kaiser Alexander I. ihn bereits mit dem Orden der Heiligen Anna (zweiter Klasse) und dem Orden des Heiligen Georg (vierter Klasse) ausgezeichnet.

### Exil von Napoleon und Waterloo
Nach der Abdankung von Napoleon im April 1814 wurde Campbell beauftragt Napoleon ins Exil nach Elba zu eskortieren. Er war dann auch der Befehlshaber der Abteilung die auf Elba stationiert war. Lord Castlereagh, der Außenminister Englands, bestand darauf, dass Napoleon absolute Freiheit auf der Insel erhielt. Am 26. Februar 1815, als Campbell in Italien war, flüchtete Napoleon von der Insel. In England wurde Campbell verdächtigt sich bestechen lassen zu haben, um Napoleon flüchten zu lassen. Der Außenminister wies Campbell jedoch keine Schuld für die Flucht Napoleons zu.
Campbell nahm am Sommerfeldzug von 1815 und der Schlacht bei Waterloo teil. Am 4. Juni 1815 zeichnete der Prinzregent ihn als Companion des Order of the Bath aus. Am 19. Dezember 1816 wechselte er vom 54th Regiment of Foot als Brevet-Lieutenant-Colonel zum 4th West India Regiment. Bis 1818 war er Befehlshaber der Besatzungsmacht in Frankreich.

### Sierra Leone
Campbell wurde 1825 zum Major-General befördert und auf Halbsold gestellt. Er bewarb sich daraufhin auf eine Stabsstelle. Der nächste freie Posten war der des Gouverneurs von Sierra Leone. Aufgrund der Gesundheitsrisiken in dieser Kolonie bat seine Familie ihn den Posten abzulehnen, er entschied sich jedoch trotzdem zu gehen. Er traf im Mai 1826 in Sierra Leone ein und wurde auch zum Colonel des dort stationierten Royal African Colonial Corps ernannt.
Am 14. August 1827 starb Campbell an einer unbekannten Krankheit in Sierra Leone und wurde dort begraben.